# A-222 130mm自走沿岸砲
A-222 130mm沿岸砲システム（ロシア語:А-222 «Берег» артиллерийский комплекс（アー ドゥヴェスチィドゥヴァッツァッチドゥヴァ・ベーレク・アッティリリィスキィ コンプレクス））は、ソビエト連邦で開発された沿岸防衛用自走砲システムである。
“Берег”とは、ロシア語で「海岸」「沿岸」の意。

## 概要
旧式化したКСМ-65（KSM-65） 100mm沿岸砲を更新すべく、開発中の艦載速射両用砲を8輪の大型トラックMAZ-543に搭載したもので、沿岸防衛用の地上発射型対艦ミサイル（地対艦ミサイル）を補完し、また海岸に上陸してくる敵部隊への攻撃を行うものとして開発された。
システムは指揮統制車両、射撃ユニット車、戦闘支援車で構成され、指揮統制車が目標の捜索と選定、照準を行い、複数の射撃ユニット車を統制して目標を攻撃する。
従来の列車砲や沿岸砲の機動性の低さを克服すべく、路外機動性の高い多輪車両に搭載され、また、他の部隊の支援を受けずとも自在に射撃が行えるように、自己完結型のシステムとされていることが特徴である。

## 開発・配備
A-222の開発は第2試作設計局 (ОКБ-2) により主導され、ヴォルゴグラードのティターン中央設計局によって1976年12月より開始された。
当初、威力・射程の観点から口径を152mmもしくは203mmにすべきとの主張がなされ、これは幾多の議論を重ねたものの、ソビエト海軍の艦艇で152mm及び203mm口径の砲を装備するものは今後は建造される可能性がないこともあり、最終的には「艦載砲として次世代の主力となるべく開発されているものと同じ口径が望ましい」として最終的には130mmに決定した。
1980年には1射撃単位を構成する各種車両の設計が終了し、ヴォルゴグラードのバリカディ生産組合に試作車両の生産が命じられた。1987年1月より完成した試作車による実用試験がクリミア半島のフェオドシヤの海岸で開始され、いずれも高い成績を示した。1992年11月3日よりは2セット分の試作車が揃い、1993年5月30日まで制式採用に向けた本試験が行われた。
1993年1月にはウクライナが国防大臣令により試験中の車両を接収し、後に返還されたが開発計画に大きな支障が発生している。
同年にアブダビで開催された武器見本市では初めて一般に公開され、その存在が知られるものとなった。輸出のための広報活動も行われたが、採用した国はなく、1996年にはようやくロシア海軍によりА-222 «Берег»として制式化されたものの、ロシア連邦の財政難により生産・配備の計画は遅延を重ね、A-222は試作に終わったとの観測も流れた。
しかし、2003年7月にはA-222の完全編成の部隊がヴォルゴグラードの西にあるプルドヴォイ (Прудбой) で行われた国防大臣セルゲイ・イワノフ列席の演習に参加し、同年8月には黒海沿岸のノヴォロシースクに駐屯するロシア海軍第40沿岸砲兵隊に最初のA-222部隊が編成されている。

## 特徴
A-222は艦載速射両用砲として開発されたAK-130の単装砲身型であるZIF-94-1をMAZ-543M 8輪大型トラックに搭載したもので、後方に大きく突出した密閉式キャビンにМР-195砲兵射撃統制システムと対水上レーダーを装備し、30kWの発電機2基を備えた指揮統制車両А-222 Берег ЦПУ (Центральный Пост Управления)、 砲口制退器と排煙器を備える54口径130mm単装速射砲1門を2S19 152mm自走砲に似た全周旋回砲塔に搭載した射撃ユニット車А-222 Берег САУ (Самоходно-Артиллерийская Установка)、指揮統制車両と同型の密閉式キャビンに炊事・宿泊設備を備え、後方上面に7.62mm機関銃1基を備えた旋回銃塔を搭載する戦闘支援車А-222 Берег МОБД (Обеспечения Боевого Дежурства,Машина)で構成され、指揮統制車1両、射撃ユニット車4～6両、戦闘支援車1～2両で1つの射撃単位を構成する。
1つの射撃単位は基本的に目標の捜索・標定・照準を自己完結したものとして行えるが、航空機他による観測データを受信し、それに基づいて射撃管制を行うことも可能となっている。
射撃ユニット車は指揮統制車によって一括統制され、自動装填装置を備えた砲により完全自動で射撃を行えるが、射撃ユニット車にも光学式の照準装置が備えられ、手動による砲弾の直接装填も可能となっており、単体で装輪式の自走砲として行動することも可能である。

### 仕様
| A-222 130mm自走沿岸砲システム                                          | A-222 130mm自走沿岸砲システム                                          | A-222 130mm自走沿岸砲システム                                          | A-222 130mm自走沿岸砲システム          |
| ---------------------------------------------------------------------- | ---------------------------------------------------------------------- | ---------------------------------------------------------------------- | -------------------------------------- |
| 目標捜索距離                                                           | 目標捜索距離                                                           | 目標捜索距離                                                           | 最低 35km                              |
| 有効射程                                                               | 有効射程                                                               | 有効射程                                                               | 22km                                   |
| 最大投射弾量                                                           | 最大投射弾量                                                           | 最大投射弾量                                                           | 72 発／分 (1射撃単位6門の場合)         |
| 海上目標への必中所要時間 （駆逐艦サイズの目標に対して命中率80%の想定） | 海上目標への必中所要時間 （駆逐艦サイズの目標に対して命中率80%の想定） | 海上目標への必中所要時間 （駆逐艦サイズの目標に対して命中率80%の想定） | 1～2 分                                |
| 射撃可能体勢への所要時間                                               | 射撃可能体勢への所要時間                                               | 射撃可能体勢への所要時間                                               | 5～20 分                               |
| 最高速度                                                               | 最高速度                                                               | 最高速度                                                               | 60km/h                                 |
| 最大航続距離                                                           | 最大航続距離                                                           | 最大航続距離                                                           | 850km                                  |
| 1ユニットの限界展開範囲 - 距離 - 高低差                                | 1ユニットの限界展開範囲 - 距離 - 高低差                                | 1ユニットの限界展開範囲 - 距離 - 高低差                                | 1000m 300m                             |
| 特徴                                                                   | 指揮統制車                                                             | 射撃ユニット車                                                         | 戦闘支援車                             |
| 重量 t                                                                 | 43.7                                                                   | 43.7                                                                   | 43.5                                   |
| 全長 m                                                                 | 15.2                                                                   | 13.0                                                                   | 15.936                                 |
| 全幅 m                                                                 | 3.24                                                                   | 3.1                                                                    | 3.23                                   |
| 全高 m                                                                 | 4.415                                                                  | 3.9                                                                    | 4.415                                  |
| 武装 - 口径 mm(口径長 L) - 射界 ° - 射角 °                             | なし                                                                   | ZIS-94-1 両用速射砲 130(L54) ±300 -5～+50                              | PKT 機関銃 7.62(L101.31) ± 260 -8～+10 |
| 予備弾薬                                                               |                                                                        | 40                                                                     | 800                                    |
| 乗員                                                                   | 7                                                                      | 8                                                                      | 4                                      |

|          | 19式         | アーチャー  | カエサル          | ATMOS                         | ダナ                                  | ノーラ B-52                                  | G6-52       | 2S22         | RCH 155         | マルバ       |
| -------- | ------------ | ----------- | ----------------- | ----------------------------- | ------------------------------------- | -------------------------------------------- | ----------- | ------------ | --------------- | ------------ |
| 画像     |              |             |                   |                               |                                       |                                              |             |              |                 |              |
| 全長     | 11.21m       | 14.1m       | 10.0m             | 9.5m(本体)                    | 11.1m                                 | 11.0m                                        | 10.4m       | ?            | 10.4m           | 13.0m        |
| 全幅     | 2.5m         | 3.0m        | 2.55m             | 2.55m(本体)                   | 3.0m                                  | 2.95m                                        | 3.5m        | ?            | 2.99m           | 2.75m        |
| 全高     | 3.4ｍ        | 3.3-3.9m    | 3.7m              | ?                             | 2.85m                                 | 3.45m                                        | 3.4m        | ?            | 3.6m            | 3.1m         |
| 重量     | 25t以下      | 33.5t       | 17.7t             | 22t(参考)                     | 29t                                   | 34t(K-I) 25t(K2)                             | 46.5t       | 28t          | 39t以下         | 32t          |
| 最高速度 | 90km/h       | 65km/h      | 100km/h           | 80km/h(道路上) 30km/h(不整地) | 80km/h                                | 90km/h(道路上) 25km/h(砂利道) 15km/h(不整地) | 85km/h      | ?            | 100km/h(道路上) | 80km/h       |
| 乗員数   | 5名          | 3-4名       | 5名 （緊急時3名） | 4-6名                         | 5名                                   | 3-5名                                        | 3-5名       | 5名          | ?               | 5名          |
| 主砲     | 52口径155mm  | 52口径155mm | 52口径155mm       | 52口径155mm                   | 36.6口径152mm                         | 52口径155mm (砲室23L または25L)              | 52口径155mm | 52口径155mm  | 52口径155mm     | 47口径152mm  |
| 副武装   | －           | RWS×1       | －                | －                            | 7.62mm機銃 または 7.62mm/ 12.7mm RCWS | －                                           | －          | －           | －              | －           |
| 最大射程 | 不明         | 60km        | 50km              | 41km                          | 28km                                  | 58km 67km                                    | 67km        | 35-40km      | 40km            | 24.5km       |
| 発射速度 | 不明         | 8-9発/分    | 6-8発/分          | 4-9発/分                      | 5発/分                                | 6-12発/分                                    | 4発/分      | 4-8発/分     | 不明            | 7発/分       |
| 装填装置 | 自動アシスト | 自動        | 自動アシスト      | 自動アシスト                  | 自動                                  | 自動                                         | 自動        | 自動アシスト | 自動            | 自動アシスト |
| 装甲     | 不明         | ○           | △                 | △                             | ○                                     | ○                                            | ○           | ○            | ○               | △            |
| 備考     | [ 注 15 ]    |             | [ 注 16 ]         | [ 注 17 ]                     | [ 注 18 ]                             | [ 注 19 ]                                    |             |              | [ 注 20 ]       |              |

## 採用国
ロシア